# Al-Suwaiq Club
Maillots
Actualités
Le Al Suwaiq Club (en arabe : نادي السويق) est un club omani de football fondé en 1972 et basé dans la ville de Sib.

## Palmarès
| \| - Championnat d'Oman (4) : - Champion : 2009-10, 2010-11, 2012-13 et 2017-18. - Coupe d'Oman (3) : - Vainqueur : 2009, 2013 et 2017. \| \| - Supercoupe d'Oman (1) : - Vainqueur : 2013. - Finaliste : 2009, 2010, 2011, 2017 et 2018. \| |  |                                                                                             |
| - Championnat d'Oman (4) : - Champion : 2009-10, 2010-11, 2012-13 et 2017-18. - Coupe d'Oman (3) : - Vainqueur : 2009, 2013 et 2017. |  | - Supercoupe d'Oman (1) : - Vainqueur : 2013. - Finaliste : 2009, 2010, 2011, 2017 et 2018. |